# Индау
Индау (лат. Eruca) — род травянистых растений семейства Капустные (Brassicaceae).
Латинское название происходит от лат. uro — «жгу», от жгучего вкуса семян.
Ареал рода охватывает Средиземноморье.

## Биологическое описание
Однолетние или двулетние растения с перисто-рассечёнными листьями.
Чашелистики прямые, не мешковидные. Лепестки с длинными ноготками, белые, жёлтые или фиолетовые, с тёмной сетью жилочек. Завязь сидячая, столбик явственный, рыльце округлое. Снутри при основании коротких тычинок по одной вздутой полулунной медовой желёзке, перед каждой парой длинных тычинок короткая, языковидная медовая желёзка.
Плод — короткий двустворчатый стручок со сплюснутым длинным бессемянным носиком; створки выпуклые, с сильной срединной жилкой. Перегородка довольно нежная, клетки её эпидермиса многоугольные, с толстыми, волнистыми стенками. Семена одно- или двурядные, немного сжатые. Семядоли закруглённые, сложенные вдоль, с корешком лежащим в желобке, образованном сложенными семядолями.

## Классификация

### Виды
Число видов не определено, одни авторы указывают один вид, другие — до пяти видов. Данный список составлен на основе сайта GRIN:
- Eruca loncholoma (Pomel) O.E.Schulz
- Eruca sativa Mill. — Рукола, или Индау посевной, некоторыми авторами считается подвидом вида Eruca vesicaria
- Eruca setulosa Boiss. & Reuter
- Eruca vesicaria (L.) Cav.

### Таксономия
Род Индау входит в семейство Капустные (Brassicaceae) порядка Капустоцветные (Brassicales).
|  |                                      |  |                                                             |                                                             |                     |  | ещё 14 семейств (согласно Системе APG II) |                     |                     |            |
|  |                                      |  |                                                             |                                                             |                     |  |                                           |                     |                     | до 5 видов |
|  |                                      |  |                                                             | порядок Капустоцветные                                      |                     |  |                                           |                     | род Индау           |            |
|  |                                      |  |                                                             | порядок Капустоцветные                                      |                     |  |                                           |                     | род Индау           |            |
|  | отдел Цветковые, или Покрытосеменные |  |                                                             |                                                             | семейство Капустные |  |                                           |                     |                     |            |
|  | отдел Цветковые, или Покрытосеменные |  |                                                             |                                                             |                     |  |                                           |                     |                     |            |
|  |                                      |  | ещё 44 порядка цветковых растений (согласно Системе APG II) | ещё 44 порядка цветковых растений (согласно Системе APG II) |                     |  |                                           | ещё более 330 родов | ещё более 330 родов |            |
|  |                                      |  |                                                             | ещё 44 порядка цветковых растений (согласно Системе APG II) |                     |  |                                           |                     | ещё более 330 родов |            |